# 河野行恵
河野 行恵（こうの いくえ、1991年12月10日 - ）は、テレビ新広島のアナウンサー。大分県豊後高田市出身。

## 略歴
小学校から高校までテニスをしていた。高校は元アナウンサーの青坂匠と同級生であった。大学では軽音楽サークルでSuperflyのコピーバンドを組んで歌っていた。
大学卒業後、山形テレビアナウンサーを経て2017年4月よりテレビ新広島アナウンサー。『ひろしま満点ママ!!』（火・水・木曜）や『TSSプライムフライデー』のMCを担当している。
2020年第36回FNSアナウンス大賞 番組部門　ブロック賞を「瀬戸内島さんぽ」で受賞。河野にとってFNSアナウンス大賞において初の受賞となった。
2021年7月23日放送の『ひろしま満点ママ!!』などへの出演を最後に産前・産後休暇に入るも、2023年4月から職場復帰した。

## 現在の出演
- ひろしま満点ママ!!（2023年 - ）
  - 満点ニュースナビ
  - 月曜コーナー「知っとった? 月曜リサーチ」（2023年10月 - ）
  - 中西敦子・古沢知子の代理MC（ドローンサッカー世界大会に参加のため休演した中西と、休暇を取った古沢の代理の2024年5月6日 - 9日など。期間中の電子番組表には反映されていなかった）
- 情熱企業 〜新たなる価値の創造〜（2024年1月 - ）
- FNN TSS Live News days
- ローカルニュース各種
- TSSライク!（2023年4月 - ）ライク!NewsFlash
  - コーナー「てっちゃん野川のローカル魂 てつたま」ナレーション
- ひろしま県議会ダイジェスト（2024年度）MC

### 過去の出演
山形テレビ 時代
- 第27回全国おもしろニュースグランプリ2014（2014年12月31日、テレビ朝日）
- パネルクイズ アタック25 女性アナウンサー大会（2015年1月4日、朝日放送テレビ）森遥香（当時KHB東日本放送）とコンビで「東北チーム」
- 朝だ!生です旅サラダ（2016年5月28日・9月3日・2016年1月30日、朝日放送テレビ）案内人
- ゴジダス 月-金キャスター
- Jリーグ モンテディオ山形戦 リポーター
- YTSニュース

テレビ新広島 時代
- みんなのテレビ (テレビ新広島)（2017年 - 2018年3月）
  - 火曜木曜コーナー「本日配達!晩ごはん買いまSHOW!」 現地スーパーよりボールボーイ佐竹とお買いもの対決
  - 水曜コーナー「瀬戸内島さんぽ」（2017年4月 - 2018年3月）下蒲刈島→豊島→向島→金輪島→百島→佐木島→角島→周防大島→大崎下島→生口島→江田島→大崎上島→大三島
- TSSプライムフライデー（2018年4月 - 2020年6月）毎週金曜MC
  - 『みんなのテレビ』からのコーナー「瀬戸内島さんぽ」を継続担当（毎週金曜 2018年4月 - 2019年9月27日）倉橋島→大芝島→上蒲刈島→田島→因島→江田島→似島→上蒲刈島→佐木島→宮島→岩城島→江田島→生口島→宇品島→大崎上島→倉橋島→向島(最終回)
  - コーナー「ひろしま御朱印さんぽ」リポーター（2019年10月4日 - 2020年）
- FNS27時間テレビ（2018年9月8日、フジテレビ幹事・フジネットワーク共同制作）コーナー「FNS対抗!メシの祭典」バイきんぐ西村瑞樹と出演
- みよし、どうですか?（2018年 #9 #16 #19 #24）リポーター
- ひろしま満点ママ!! 広島豪雨災害の今を考える「広島豪雨災害から5ヶ月 安芸郡坂町小屋浦のいま」（2018年12月21日）リポーター
- 情熱企業 〜知恵の創造者たち〜（2019年3月3日）MC
- ズバリ解説!広島県公立高校入試解答速報（2021年3月8・9日生放送）司会
- ひろしま満点ママ!! 火・水・木曜MC（2018年5月 - 2021年）
  - 火曜コーナー「ひろしま人どっちなんじゃろ」（2018年4月 -2021年）
  - 木曜コーナー「満点クッキングレシピショウ ままんずレシピ」（2018年5月 - 2021年）
  - 金曜コーナー「やまとなでしこ旅日和」島根県の旅を天野陽子アナウンサーの後を継いでリポート担当していた。
  - 火曜コーナー「教えて!ティーチャー」（2020年4月 - 2021年）
  - 月曜・金曜には時折「満点ニュースナビ」を担当することがあるほか、月曜の「グルメ!美味しいでSHOW」を代理で担当することがあった。
- Turf&Trip～今こそゴルフ旅!大人女子が会いに行く～（2020年）司会
- 広がれ！ゴミゼロの輪（2023年11月4日・2024年12月7日）
- TSS批評 - ナレーション
- TSSライク!（2021年3月 - 2021年）
- TSSプライムニュース デイズ
- TSSプライムニュース ナイト
- TSSプライムニュース イブニング